# Kappel (Rin-Hunsruck)
Kappel es un municipio situado en el distrito de Rin-Hunsrück, en el estado federado de Renania-Palatinado (Alemania). Su población estimada a finales de 2019 era de 492 habitantes.
Se encuentra ubicado en el centro del estado, en la región de Hunsrück, entre los ríos: Mosela al norte, Nahe al sur, y Rin al este.

## Geografía

### Ubicación
El municipio se encuentra en Hunsrück, en el límite occidental de Verbandsgemeinde de Kirchberg, que también forma aquí el límite del distrito entre Rhein-Hunsrück-Kreis y el distrito de Cochem-Zell . El área dentro de los límites del municipio es de unas 1 240 ha, de las cuales 340 ha son boscosas.
Kappel se encuentra en el cruce de Bundesstraßen 421 y 327, la última de las cuales también se conoce como Hunsrückhöhenstraße ("Hunsrück Heights Road", una carretera panorámica que cruza Hunsrück, construida originalmente como una carretera militar por orden de Hermann Göring ).
Kappel se encuentra en el borde de una meseta que está coronada en el noreste por una loma de unos 525 m sobre el nivel del mar conocida como Hasensteil . Entre la hondonada plana del Kyrbach (arroyo) y un pequeño barranco en Mörßberg (un pueblo desaparecido hace mucho tiempo) hacia Kludenbach , esta meseta forma una cresta que se presenta de manera especialmente prominente como un espolón en la colina de la iglesia. Más allá del arroyo, la meseta se extiende más hacia el aeropuerto de Frankfurt-Hahn . 